# Vaart Noordzijde 12-18 (Assen)

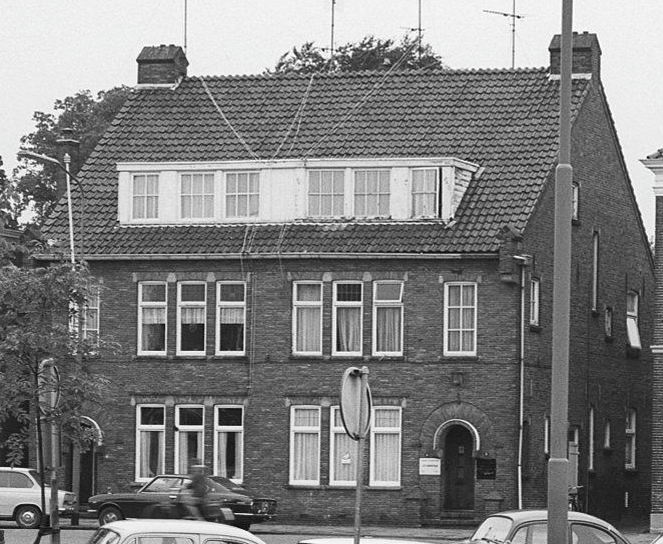
Het pand in 1972

Het pand aan Vaart Noordzijde 12-18 in Assen was een woongebouw met vier wooneenheden. Het pand is afgebroken in 2016-2017.

## Voorgeschiedenis
Het oorspronkelijke pand dat hier tot 1941 stond, het bedrijfspand van de firma Holthinrichs, werd zwaar beschadigd tijdens het vergissingsbombardement van 3 januari 1941, waarbij Britse vliegtuigen per ongeluk bommen lieten vallen. Dit bombardement trof meerdere woningen in een lijn van de Schoolstraat tot het Van der Feltzpark, waarbij zeven mensen om het leven kwamen en verschillende panden in brand vlogen of zwaar beschadigd raakten. De firma liet het pand herbouwen, samen met rechter L.G. Tijs uit Harderwijk. Het ontwerp van de herbouw was in handen van architect J.F.A. Göbel.

## Architectuur en betekenis in Göbels oeuvre
Het pand neemt een belangrijke plaats in binnen het oeuvre van architect Göbel. Het was zijn eerste grote bouwwerk in de stijl van de Delftse School, waarmee hij een stilistische omslag maakte. Voordien ontwierp Göbel, die van katholieke signatuur was, regelmatig gebouwen in de stijl van de Nieuwe Haagse School. Zijn laatste bekende werk in die stijl was het winkelpand met bovenwoning aan de Hoofdstraat 46 in Emmen uit 1937. Na een periode waarin hij voornamelijk opzichterschappen vervulde, ontwierp hij vanaf 1941 consistent in de stijl van de Delftse School. Deze overgang was niet uniek voor katholieke architecten van die tijd, maar de mate waarin de stijlomslag plaatsvond, was dat wel.
Het gebouw is in 2016-2017 afgebroken. Destijds was niet bekend dat het een ontwerp van Göbel was, noch de betekenis van het pand binnen zijn oeuvre.